# فوقس شالوني
فوقس شالوني (الاسم العلمي:Fucus chalonii ) هو نوع من الطلائعيات يتبع جنس الفوقس من الفصيلة الفوقسية.	 